# Segunda División A 2003/04
De Segunda División A 2003/04 was het 73ste seizoen van het tweede niveau van het Spaans voetbalkampioenschap. Het ging van start op 30 augustus 2003 en eindigde op 19 juni 2004.

## Eindklassement
|     | Club                | WG | W  | G  | V  | DV | DT | P  |                                       |
| --- | ------------------- | -- | -- | -- | -- | -- | -- | -- | ------------------------------------- |
| 1º  | UD Levante          | 42 | 22 | 13 | 7  | 59 | 33 | 79 | Promotie naar de Primera División     |
| 2ª  | Getafe CF           | 42 | 20 | 16 | 6  | 55 | 38 | 76 | Promotie naar de Primera División     |
| 3º  | CD Numancia         | 42 | 22 | 10 | 10 | 60 | 30 | 76 | Promotie naar de Primera División     |
| 4º  | Deportivo La Coruña | 42 | 20 | 14 | 8  | 48 | 32 | 74 |                                       |
| 5º  | Sporting Gijón      | 42 | 20 | 10 | 12 | 58 | 40 | 70 |                                       |
| 6º  | Recreativo Huelva   | 42 | 14 | 20 | 8  | 45 | 34 | 62 |                                       |
| 7º  | Cádiz CF            | 42 | 17 | 10 | 15 | 52 | 47 | 61 |                                       |
| 8º  | CD Tenerife         | 42 | 11 | 21 | 10 | 40 | 40 | 54 |                                       |
| 9º  | Xerez CD            | 42 | 12 | 18 | 12 | 47 | 49 | 54 |                                       |
| 10º | SD Eibar            | 42 | 12 | 16 | 14 | 44 | 39 | 52 |                                       |
| 11º | UD Salamanca        | 42 | 10 | 21 | 11 | 47 | 44 | 51 |                                       |
| 12º | Terrassa FC         | 42 | 12 | 14 | 16 | 45 | 50 | 50 |                                       |
| 13º | UD Almería          | 42 | 11 | 17 | 14 | 45 | 49 | 50 |                                       |
| 14º | Elche CF            | 42 | 13 | 11 | 18 | 50 | 63 | 50 |                                       |
| 15º | Atlético Malagueño  | 42 | 11 | 16 | 15 | 46 | 56 | 49 |                                       |
| 16º | Córdoba CF          | 42 | 11 | 16 | 15 | 37 | 42 | 49 |                                       |
| 17º | Ciudad de Murcia    | 42 | 11 | 16 | 51 | 63 | 49 |    |                                       |
| 18º | Polideportivo Ejido | 42 | 12 | 13 | 17 | 29 | 40 | 49 |                                       |
| 19º | CD Leganés          | 42 | 9  | 19 | 14 | 33 | 47 | 46 | Degradatie naar de Segunda División B |
| 20º | UD Las Palmas       | 42 | 10 | 14 | 18 | 46 | 68 | 44 | Degradatie naar de Segunda División B |
| 21º | Rayo Vallecano      | 42 | 11 | 10 | 21 | 45 | 63 | 43 | Degradatie naar de Segunda División B |
| 22º | Algeciras CF        | 42 | 6  | 15 | 21 | 39 | 57 | 33 | Degradatie naar de Segunda División B |

## Topscorers
22 goals
- Rubén Castro (UD Las Palmas)

18 goals
- Raúl Sánchez Soler (UD Salamanca)

17 goals
- Francisco Martínez Jiménez "Keko" (CD Tenerife)

1929 · 1929/30 · 1930/31 · 1931/32 · 1932/33 · 1933/34 · 1934/35 · 1935/36 · 1936/37 · 1937/38 · 1938/39 · 1939/40 · 1940/41 · 1941/42 · 1942/43 · 1943/44 · 1944/45 · 1945/46 · 1946/47 · 1947/48 · 1948/49 · 1949/50 · 1950/51 · 1951/52 · 1952/53 · 1953/54 · 1954/55 · 1955/56 · 1956/57 · 1957/58 · 1958/59 · 1959/60 · 1960/61 · 1961/62 · 1962/63 · 1963/64 · 1964/65 · 1965/66 · 1966/67 · 1967/68 · 1968/69 · 1969/70 · 1970/71 · 1971/72 · 1972/73 · 1973/74 · 1974/75 · 1975/76 · 1976/77 · 1977/78 · 1978/79 · 1979/80 · 1980/81 · 1981/82 · 1982/83 · 1983/84 · 1984/85 · 1985/86 · 1986/87 · 1987/88 · 1988/89 · 1989/90 · 1990/91 · 1991/92 · 1992/93 · 1993/94 · 1994/95 · 1995/96 · 1996/97 · 1997/98 · 1998/99 · 1999/00 · 2000/01 · 2001/02 · 2002/03 · 2003/04 · 2004/05 · 2005/06 · 2006/07 · 2007/08 · 2008/09 · 2009/10 · 2010/11 · 2011/12 · 2012/13 · 2013/14 · 2014/15 · 2015/16 · 2016/17 · 2017/18 · 2018/19 · 2019/20 · 2020/21 · 2021/22 · 2022/23 · 2023/24 · 2024/25